# Michel Weber
Michel Weber (* 1963, Brusel) je belgický filosof. Weber je jedním z nejvýznamnějších současných filosofů[zdroj?], kteří rozvíjejí odkaz procesuální filosofie Alfreda North Whiteheada. Je známý též jako zakladatel a organizátor řady učených společností a editor publikací věnovaných Alfredu North Whiteheadovi a celkové relevanci procesuální filosofie.
Odborné vzdělání absolvoval v Belgii a Spojených státech amerických. Publikuje v angličtině a ve francouzštině. Jeho texty jsou přeloženy také do čínštiny, portugalštiny, bulharštiny, ukrajinštiny a rumunštiny.

## Zdroje Weberovy filosofie
Základním zdrojem inspirace je pro Webera skupina myšlenkově spřízněných myslitelů počátku dvacátého století, kteří zkoumali problematiku vývoje z perspektivy popisu procesů, které ho podkládají a zasáhli do takových oblastí jako je psychologie, epistemologie, kosmologie, metafyzika a teologie. Tím dali podnět ke vzniku filosofického směru, který je dnes známý jako filosofie procesu nebo procesuální filosofie. Za otce filosofie procesu jsou považování zejména Alfred North Whitehead (1861–1947), Charles Sanders Peirce (1839–1914), Henri Bergson (1859–1941) a William James (1842–1910). Tento převáženě anglo–americký myšlenkový směr sice v současné době nepatří v USA a Velké Británii mezi nejvíce dominantní akademické filosofické proudy, je však rozvíjen stále početnější skupinou badatelů z celého světa. Michel Weber přispěl ke zviditelnění filosofie procesu jak tím, že organizuje celosvětovou síť podobně zaměřených myslitelů, tak tím, že inicioval vydání řady publikací, které ji dále rozvíjejí.
V posledních dvaceti letech můžeme sledovat také posun ve způsobu interpretace díla Alfreda North Whiteheada. Do této doby se Whiteheadovští badatelé zaměřovali především na studium procesuální teologie a rozvíjeli tak jeho kondenzované a provokativní teologické úvahy. V roce 1996 vydal významný americký filosof Nicholas Rescher knihu Procesuální metafysika (Process Metaphysics), ve které se snaží prosadit sekulární styl filosofie procesu a prosazuje její pojmový aparát jako ideální schéma pro jakékoliv systematické uchopení povahy věcí. Weber se podobně jako Rescher snaží rozvíjet sekulární linie procesuální filosofie. V roce 2006 pak přeložil Rescherovu knihu do francouzštiny. 

## Základní myšlenky
Weber kritizuje akademickou filosofii za to, že ztratila kontakt s jejími řeckými kořeny. Podle jeho názoru má filosofie praktické poslání (založené sokratovskými dialogy), má vést k dobrému životu, a to jak na osobní, tak na společenské úrovni. Tohoto cíle však filosofie nemůže dosáhnout, pokud se zřekne svého tradičního metafyzického závazku (založeného předsokratovskými úvahami) snahy po porozumění kosmu. Podle Webera může v postmoderní době tuto dvojí funkci naplnit právě filosofie procesu.
Weber inicioval již řadu mezinárodních a mezikulturních projektů. Ve svých projektech již spolupracoval s více než 150 badateli z různých kontinentů a rozdílných kultur. Byl editorem nebo koeditorem více než 30 filozofických sborníků, čímž se mu podařilo sjednotit stovky originálních textů, které pojmový slovník procesuální filozofie používají jako nástroj pro nový výzkum v různých vědeckých odvětvích jako je filozofie, fyzika, psychologie, pedagogika, ekonomie, ekologie nebo etika. Patrně nejambicióznějším projektem, co do rozsahu je dvousvazková kniha Průvodce Whiteheadovským procesuálním myšlením (Handbook of Whiteheadian Process Thought), která obsahuje 115 textů napsaných 101 mezinárodně uznávanými experty.

## Profesní životopis
Michel Weber vystudoval praktickou ekonomii na Facultés universitaires Saint-Louis (candidat ingénieur commercial, 1986) a filozofii na Université de Louvain (licencié en philosophie, 1991; docteur en philosophie, 1997). Jeho diplomová práce, kterou psal pod vedením Jeana Ladrièra se zabývala epistemologickým statusem „antropického principu“ v kosmologii a byla psána ve světle pojmu teleologie, tak jak jej rozvíjeli především Aristoteles, Tomáš Akvinský a Kant.
Od roku 1993 do 1995 pobýval na vědecké stáži v Centru procesuálních studií (Center for process studies) na Univerzitě v Claremontu (Claremont School of Theology a Claremont Graduate University), kde pracoval pod vedením Johna B. Cobba a Davida Ray Griffina. V roce 1997 obhájil svou disertační práci Před-systematická a ontologická intuice Alfreda North Whiteheada: Pankreativistická heuristika Harvardského období. (Intuition pré-systématique et intuition ontologique chez Alfred North Whitehead. Euristique du pancréativisme de l’époque de Harvard), kterou napsal pod vedením Marcela Crabbého.
V roce 2000 získala jeho kniha Dialektika intuice u A. N. Whiteheada: Čistý vjem, pankreativita a onto-logismus (La dialectique de l’intuition chez A. N. Whitehead. Sensation pure, pancréativité et onto-logisme) ocenění Belgické královské akademie (Classe des Lettres de l’Académie Royale de Belgique). V této knize Weber ukazuje, že pojem pankreativismus dokáže nejpřesvědčivěji vystihnout jádro Whiteheadovy filosofie. Ve stejném roce zakládá společně s Françoisem Beetsem a Paulem Gochetem dvě učené společnosti – Chromatiques whiteheadiennes a Whitehead Psychology Nexus – jejímž cílem je sjednotit výzkum různých aspektů, nuancí a implikací myšlenek Alfreda North Whiteheada. V roce 2001 společně s Jackem Barbaletem (University of Leicester), Jaimem Nubiolou (University of Navarra) a Timothy L. S. Spriggem (Emeritus Edinburgh) vytvořil Program pro evropská studia díla Williama Jamese (European William James Project), který se soustředí na organizovaní vědeckých setkání a workshopů věnovaných filosofickému dílu Williama Jamese.
Od roku 2004 je hlavním redaktorem ediční řady Edice Chromatika (Les Éditions Chromatika), kterou vydává nakladatelství Ontos Verlag (Frankfurt). Společně s Nicholasem Rescherem (Pittsburgh) a Johannou Seibt (Aarhus & Konstanz) rovněž řídí ediční řadu Procesuální myšlení (Process Thought series), kterou vydává také nakladatelství Ontos Verlag. Od roku 2005 je koeditorem filosofické ročenky Chromatikon: Ročenka procesuální filosofie (Chromatikon: Annuaire de la philosophie en procès — Yearbook of Philosophy in Process), kterou nejprve vedl s Diane d'Eprémesnilovou (Louvain), poté s Pierfrancescem Basilem (University of Bern), a nyní s Ronny Desmetem (Vrije Universiteit Brussel).
V roce 2006 založil neziskovou organizaci Centrum filosofické praxe – Chromatiques whiteheadiennes, která nyní sdružuje tři výše zmíněné projekty (Chromatiques whiteheadiennes, Whitehead Psychology Nexus a European William James Project). V rámci této organizace byla v Bruselu zřízena první belgická služba filosofického poradenství. Od roku 2007 je členem společnosti Současné ontologické vize Bulharské akademie věd. V letech 2008 a 2009 byl hostujícím profesorem na New Bulgarian University v Sofii – působil na katedře kognitivních věd a psychologie a katedře filosofie a sociologie. Od roku 2009 je Weber také odborným hypnoterapeutem. Kvalifikaci získal u Géralda Brassina v ústavu Institut Milton Erickson, Brussels.

## Odborná bibliografie (stav k lednu 2012)

### Autorské monografie
1. La Dialectique de l’intuition chez A. N. Whitehead: sensation pure, pancréativité et contiguïsme. Préface de Jean Ladrière. Mémoire couronné par la Classe des Lettres et des Sciences morales et politiques de l’Académie Royale de Belgique, Frankfurt / Paris, Ontos Verlag, 2005 (ISBN 3-937202-55-2).
2. Whitehead’s Pancreativism. The Basics. Foreword by Nicholas Rescher, Frankfurt / Paris, Ontos Verlag, 2006 (ISBN 3-938793-15-5).
3. L’Épreuve de la philosophie. Essai sur les fondements de la praxis philosophique, Louvain-la-Neuve, Éditions Chromatika, 2008 (ISBN 978-2-930517-02-5).
4. Éduquer (à) l’anarchie. Essai sur les conséquences de la praxis philosophique, Louvain-la-Neuve, Éditions Chromatika, 2008. (ISBN 978-2-930517-03-2).
5. Whitehead ou Le Cosmos torrentiel. Introductions à Procès et réalité, Louvain-la-Neuve, Éditions Chromatika, 2010 (s Jeanem-Claudem Dumoncelem)  (ISBN 978-2-930517-05-6).
6. Whitehead's Pancreativism. Jamesian Applications, Frankfurt / Paris, ontos verlag, 2011 (ISBN 978-386838-103-0).
7. Essai sur la gnose de Harvard. Whitehead apocryphe, Louvain-la-Neuve, Les Éditions Chromatika, 2011 (ISBN 978-2-930517-26-1).
8. De quelle révolution avons-nous besoin?, Paris, Éditions Sang de la Terre, 2013. (ISBN 978-2-86985-297-6)
9. Ethnopsychiatrie et syntonie. Contexte philosophique et applications cliniques, La-Neuville-Aux-Joûtes, Jacques Flament Éditions, 2015. (ISBN 978-2-36336-210-0)

### Ko-editované sborníky
1. James A. Bradley,
André Cloots, Helmut Maaßen and Michel Weber (eds.), European Studies
in Process Thought, Vol. I. In Memoriam Dorothy Emmet, Leuven, European
Society for Process Thought, 2003 (ISBN 3-8330-0512-2).
2. Franz Riffert and Michel Weber
(eds.), Searching for New Contrasts. Whiteheadian Contributions to
Contemporary Challenges in Neurophysiology, Psychology, Psychotherapy and the Philosophy
of Mind, Frankfurt am Main, Peter Lang, Whitehead Psychology Nexus Studies
I, 2003 (ISBN 3-631-39089-0).
3. Michel Weber (ed.),After
Whitehead: Rescher on Process Metaphysics, Frankfurt / Paris / Lancaster,
Ontos Verlag, 2004 (ISBN 3-937202-49-8).
4. François Beets, Michel Dupuis and
Michel Weber (eds.), Alfred North Whitehead. De l’Algèbre universelle à
la théologie naturelle. Actes des Journées d’étude internationales tenues à
l’Université de Liège les 11-12-13 octobre 2001, Frankfurt / Paris / Lancaster,
Ontos Verlag, 2004 (ISBN 3-937202-64-1).
5. Michel Weber (under the direction
of) and Diane d'Eprémesnil (with the collaboration of), Chromatikon.
Annuaire de la philosophie en procès — Yearbook of Philosophy in Process,
Louvain-la-Neuve, Presses universitaires de Louvain, 2005 (ISBN 2-87463-000-4).
6. Michel Weber and Samuel Rouvillois
(eds.), L’Expérience de Dieu. Lectures de Religion in the Making.
Actes du troisième Colloque international Chromatiques whiteheadiennes, Paris,
Aletheia. Revue de formation philosophique, théologique et spirituelle, Hors
série, 2006 (ISSN 1242-0832).
7. François Beets, Michel Dupuis and
Michel Weber (eds.), La Science et le monde moderne d’Alfred North
Whitehead — Alfred North Whitehead’s Science and the Modern World. Actes
des Journées d’étude internationales tenues à l’Université catholique de
Louvain, les 30–31 mai et 1 juin 2003 — Proceedings of the Second “Chromatiques
whiteheadiennes” International Conference. Publiés avec le concours du FNRS,
Frankfurt / Lancaster, Ontos Verlag, 2006 (ISBN 3-938793-07-4).
8. Michel Weber and Pierfrancesco
Basile (eds.), Subjectivity, Process, and Rationality, Frankfurt/Lancaster,
Ontos Verlag, 2006 (ISBN 978-3-938793-38-1).
9. Michel Weber and Pierfrancesco
Basile (under the direction of), Chromatikon II. Annuaire de la
philosophie en procès — Yearbook of Philosophy in Process,
Louvain-la-Neuve, Presses universitaires de Louvain, 2006 (ISBN 2-87463-027-6).
10. Guillaume Durand and Michel Weber
(eds), Les Principes de la connaissance naturelle d’Alfred North
Whitehead — Alfred North Whitehead’s Principles of Natural Knowledge. Actes
des Journées d’étude internationales tenues à l’Université de Nantes, les 3 et
4 octobre 2005 — Proceedings of the Fourth International “Chromatiques
whiteheadiennes” Conference. Publiés avec le concours du Département de
philosophie de l'Université de Nantes, Frankfurt / Paris / Lancaster, Ontos
Verlag, Chromatiques whiteheadiennes IX, 2007. (ISBN 978-3-938793-64-0)
11. Benoît Bourgine, David Ongombe,
and Michel Weber (eds.), Religions, sciences, politiques. Regards
croisés sur Alfred North Whitehead. Actes du colloque international tenu à
l’Université de Louvain les 31 mai, 1 et 2 juin 2006. Publiés avec le concours
du FNRS, Frankfurt / Paris / Lancaster, Ontos Verlag, Chromatiques
whiteheadiennes VI, 2007. (ISBN 978-3-938793-52-7)
12. Michel Weber and Pierfrancesco
Basile (under the direction of), Chromatikon III. Annuaire de la
philosophie en procès — Yearbook of Philosophy in Process,
Louvain-la-Neuve, Presses universitaires de Louvain, 2007. (ISBN 978-2-8746-3083-5)
13. Michel Weber and Will Desmond
(eds.), Handbook of Whiteheadian Process Thought, Frankfurt /
Lancaster, Ontos Verlag, Process Thought X1 & X2, 2008. (ISBN 978-3-938793-92-3)
14. Maria Pachalska and Michel Weber
(eds.), Neuropsychology and Philosophy of Mind in Process. Essays in
Honor of Jason W. Brown, Frankfurt / Lancaster, Ontos Verlag, Process
Thought XVIII, 2008. (ISBN 978-3-86838-010-1)
15. Michel Weber and Pierfrancesco
Basile (under the direction of), Chromatikon IV. Annuaire de la
philosophie en procès — Yearbook of Philosophy in Process,
Louvain-la-Neuve, Presses universitaires de Louvain, 2008. (ISBN 978-2-87463-137-5)
16. Alan Van Wyk and Michel Weber
(eds.), Creativity and Its Discontents. The Response to Whitehead's
Process and Reality, Frankfurt / Lancaster, Ontos Verlag, 2009. (ISBN 978-3-86838-018-7)
17. Peter Hare, Michel Weber, James
K. Swindler, Oana-Maria Pastae, Cerasel Cuteanu (eds.), International
Perspectives on Pragmatism, Newcastle upon Tyne, Cambridge Scholars
Publishing, 2009. (ISBN 978-1-4438-0194-2)
18. George Derfer, Zhihe Wang, and
Michel Weber (eds.), The Roar of Awakening. A Whiteheadian Dialogue
Between Western Psychotherapies and Eastern Worldviews (Whitehead
Psychology Nexus Studies III), Frankfurt / Paris / Lancaster, Ontos Verlag,
2009. (ISBN 978-3-86838-039-2)
19. Michel Weber and Anderson Weekes
(eds.), Process Approaches to Consciousness in Psychology,
Neuroscience, and Philosophy of Mind (Whitehead Psychology Nexus
Studies II), Albany, New York, State University of New York Press, 2009 (ISBN 978-1-4384-2941-0 & ISBN 978-1-4384-2940-3).
20. Michel Weber and Ronny Desmet
(under the direction of), Chromatikon V. Annuaire de la philosophie en
procès — Yearbook of Philosophy in Process, Louvain-la-Neuve, Presses
universitaires de Louvain, 2009 (ISBN 978-2-87463-191-7).
21. Ronny Desmet and Michel Weber
(edited by), Whitehead. The Algebra of Metaphysics. Applied Process
Metaphysics Summer Institute Memorandum, Louvain-la-Neuve, Éditions
Chromatika, 2010 (ISBN 978-2-930517-08-7).
22. Michel Weber et Ronny Desmet
(sous la direction de), Chromatikon VI. Annales de la philosophie en
procès — Yearbook of Philosophy in Process, Louvain-la-Neuve, Éditions
Chromatika, 2010 (ISBN 978-2-930517-10-0).
23. Michel Weber et Ronny Desmet
(sous la direction de), Chromatikon VII. Annales de la philosophie en
procès — Yearbook of Philosophy in Process, Louvain-la-Neuve, Éditions
Chromatika, 2011 (ISBN 978-2-930517-30-8).
24. Michel Weber et Ronny Desmet
(sous la direction de), Chromatikon VIII. Annales de la philosophie en
procès — Yearbook of Philosophy in Process, Louvain-la-Neuve, Éditions
Chromatika, 2012. (ISBN 978-2-930517-36-0)

### Překlady
1. Nicholas
Rescher, Essais sur les fondements de l'ontologie du procès (Process
Metaphysics). Translation and preface by Michel Weber, translation reviewed for
accuracy by the author, Frankfurt / Paris / Lancaster, Ontos Verlag, 2006 (ISBN 3-938793-16-3).4.4. Ko-editované
monografie

### Ko-editované monografie
2. Philippe
Devaux, La Cosmologie de Whitehead. Tome I, L'Épistémologie
whiteheadienne, edited by Thibaut Donck and Michel Weber, published with
the support of the Centre national de Recherches de Logique (CNRL/NCNL),
Louvain-la-Neuve, Les Éditions chromatika, 2007. (ISBN 978-2-930517-01-8)
3. John B. Cobb,
Jr., Lexique whiteheadien. Les catégories de Procès et réalité,
translation by Henri Vaillant, reviewed for accuracy by Emeline Deroo, edited
with a preface by Michel Weber, Louvain-la-Neuve, Les Éditions Chromatika, 2010
(ISBN 978-2-930517-06-3).

### Knihy v edičních řadách vedených Michelem Weberem

#### Chromatiques whiteheadiennes (10 svazků)
1. Michel Weber, La
Dialectique de l'intuition, 2005.
2. François Beets,
Michel Dupuis et Michel Weber (eds.), De l'Algèbre universelle à la
théologie naturelle, 2004.
3. Jean-Marie Breuvart
(ed.), Les Rythmes éducatifs, 2005.
4. A. N. Whitehead, La
Science et le monde moderne, 2006.
5. François Beets,
Michel Dupuis et Michel Weber (eds.), La Science et le monde moderne,
2006.
6. Benoit Bourgine,
David Ongombe, Michel Weber (eds.), Religions, sciences, politiques,
2007.
7. Guillaume
Durand, Des Événements aux objets, 2007.
8. Guillaume Durand
and Michel Weber (eds.), Les Principes de la connaissance naturelle,
2007.
9. Nicholas
Rescher, Les Fondements de l'ontologie du procès, 2006.
10. Xavier
Verley, La Philosophie spéculative de Whitehead, 2007.

#### Chromatikon yearbook (10 svazků)
1. Michel Weber (under the direction of) and Diane d'Eprémesnil (with the collaboration of), Chromatikon I, 2005.
2. Michel Weber and Pierfrancesco Basile (under the direction of), Chromatikon II, 2006.
3. Michel Weber and Pierfrancesco Basile (under the direction of), Chromatikon III, 2007.
4. Michel Weber and Pierfrancesco Basile (under the direction of), Chromatikon IV, 2008.
5. Michel Weber and Ronny Desmet (under the direction of), Chromatikon V, 2009.
6. Michel Weber and Ronny Desmet (under the direction of), Chromatikon VI, 2010.
7. Michel Weber and Ronny Desmet (under the direction of), Chromatikon VII, 2011.
8. Michel Weber and Ronny Desmet (under the direction of), Chromatikon VIII, 2012.
9. Michel Weber and Vincent Berne (under the direction of), Chromatikon IX, 2013.
10. Michel Weber and Vincent Berne (under the direction of), Chromatikon X, 2014.

#### Process thought (23 svazků)
1. Michel Weber
(ed.), After Whitehead, 2004.
2. Jason Brown, Process
and the Authentic Life, 2005.
3. Silja Graupe, Der
Ort ökonomischen Denkens, 2005.
4. Wenyu Xie, Zhihe
Wang, George Derfer (eds.), Whitehead and China, 2005.
5. Gary L.
Herstein, Whitehead and the Measurement Problem, 2006.
6. Edward Jacob
Khamara, Space, Time and Theology in the Leibniz-Newton Controversy,
2006.
7. Michel Weber, Whitehead's
Pancreativism. The Basics, 2006.
8. Michel Weber, Whitehead's
Pancreativism. Jamesian Applications, 2011.
9. Alan Van Wyk and
Michel Weber (eds.), Creativity and its Discontents, 2009.
10. Michel Weber and
Will Desmond, (eds.), Handbook of Whiteheadian Process Thought,
2008.
11. Nicholas
Rescher, Process Philosophical Deliberations, 2006.
12. Sergio Franzese
and Felicitas Krämer (eds.), Fringes of Religious Experience, 2007.
13. Pierfrancesco Basile
and Leemon McHenry (eds.), Consciousness, Reality and Value, 2007.
14. Michel Weber and
Pierfrancesco Basile (eds.), Subjectivity, Process, and Rationality,
2006.
15. Silja
Graupe, The Basho of Economics, 2007.
16. Mark Dibben and
Thomas Kelly (eds.), Applied Process Thought I, 2008.
17. Gudmund J. W.
Smith and Ingegerd M. Carlsson (eds.), Process and Personality,
2008.
18. Maria Pachalska
and Michel Weber (eds.), Neuropsychology and the Philosophy of Mind,
2008.
19. Sergio
Franzese, The Ethics of Energy, 2008.
20. George Derfer, Zhihe
Wang and Michel Weber (eds.), The Roar of Awakening, 2009.
21. Mark Dibben and
Rebecca Newton (eds.), Applied Process Thought II, 2009.
22. Nicholas
Rescher, Ideas in Process, 2009.
23. Wang, Process
and Pluralism. Chinese Thought on the Harmony of Diversity, 2012.

#### Whitehead Psychology Nexus Studies (3 svazky)
1. Franz Riffert &
Michel Weber (eds.), Searching for New Contrasts, Lang, 2003.
2. Michel Weber &
Anderson Weekes (eds.), Process Approaches to Consciousness in
Psychology, Neuroscience, and Philosophy of Mind, SUNY, 2009.
3. George Derfer,
Zhihe Wang and Michel Weber (eds.), The Roar of Awakening. A
Whiteheadian Dialogue Between Western Psychotherapies and Eastern Worldviews,
Ontos Verlag, 2009.

#### Les Éditions Chromatika (19 svazků)
1. A. N.
Whitehead, Les Principes de la connaissance naturelle, 2007 (ISBN 978-2-930517-00-1).
2. Philippe
Devaux, La Cosmologie de Whitehead, 2007 (ISBN 978-2-930517-01-8).
3. Michel Weber, L’Épreuve
de la philosophie, 2008 (ISBN 978-2-930517-02-5).
4. Michel Weber, Éduquer
(à) l’anarchie, 2008 (ISBN 978-2-930517-03-2).
5. A. N.
Whitehead, La Religion en gestation, 2009 (ISBN 978-2-930517-04-9).
6. Jean-Claude
Dumoncel and Michel Weber, Whitehead ou Le Cosmos torrentiel.
Introductions à Procès et réalité, 2010 (ISBN 978-2-930517-05-6).
7. John B. Cobb,
Jr., Lexique whiteheadien. Les catégories de Procès et réalité [2008],
2010 (ISBN 978-2-930517-06-3).
8. Jason W.
Brown, Neuropsychological Foundations of Conscious Experience, 2010
(ISBN 978-2-930517-07-0).
9. Ronny Desmet and
Michel Weber (edited by), Whitehead. The Algebra of Metaphysics.
Applied Process Metaphysics Summer Institute Memorandum, 2010 (ISBN 978-2-930517-08-7).
10. Vincent
Berne, Identité et invisibilité du cinéma. Le vide constitutif de
l’image dans Hélas pour moi de J.-L. Godard, 2010 (ISBN 978-2-930517-09-4).
11. Jean-François
Gava, Autonomie ou capital. Essai d’éleuthériologie au soir de la
domestication totale, 2011 (ISBN 978-2-930517-11-7).
12. A. N.
Whitehead, Les Visées de l’éducation et autres essais. Traduction
de Jean-Pascal Alcantara, Vincent Berne et Jean-Marie Breuvart, 2011 (ISBN 978-2-930517-12-4).
13. Michel
Weber, Essai sur la gnose de Harvard. Whitehead apocryphe, 2011 (ISBN 978-2-930517-26-1).
14. Jason W.
Brown, Gourmet’s Guide to the Mind, 2011 (ISBN 978-2-930517-28-5).
15. Frédéric
Bisson, Comment bâtir un monde. Le Gai Savoir de Gustav Mahler,
2011 (ISBN 978-2-930517-32-2).
16. A. N.
Whitehead, Le Principe de relativité et ses applications en physique,
2012 (ISBN 978-2-930517-34-6).
17. X. Verley, Sur
le symbolisme. Cassirer, Whitehead et Ruyer, 2013 (ISBN 978-2-930517-38-4).
18. X. Verley, Whitehead,
un métaphysicien de l’expérience, 2013 (ISBN 978-2-930517-40-7).
19. J.-M.
Breuvart, Le questionnement métaphysique d’A. N. Whitehead, 2013 (ISBN 978-2-930517-42-1).

### Odborné články

#### Hesla v encyklopediích
1. “Alfred North
Whitehead (1861–1947),” in W. J. Mander and A. P. F. Sell (Senior
Editors), Dictionary of Nineteenth-Century British Philosophers,
Bristol, Thoemmes Press, 2002, Vol. II, pp. 1236–1241.
2. “Alfred North
Whitehead (1861–1947),” in Stuart Brown (General Editor), Dictionary of
Twentieth-Century British Philosophers, Bristol, Thoemmes Press, 2005, Vol.
II, pp. 1116–1120.
3. “Alfred North
Whitehead (1861–1947),” in Anthony Grayling and Andrew Pyle (eds.), Continuum
Encyclopedia of British Philosophy, Bristol, Thoemmes Press, 2006, Vol. IV,
pp. 3419–3422.

#### Příspěvky ve sbornících
1. “Principes de la
temporalité douloureuse chez Whitehead et Watzlawick,” in Georges Charbonneau
and Bernard Granger (under the direction of),Phénoménologie des sentiments
corporels. Volume I. Douleur, souffrance, dépression, Paris, Le Cercle
herméneutique, 2003, pp. 63–67.
2. “Foreword” &
“The Art of Epochal Change,” in Franz Riffert and Michel Weber (eds.), Searching
for New Contrasts. Whiteheadian Contributions to Contemporary Challenges in
Neurophysiology, Psychology, Psychotherapy and the Philosophy of Mind,
Whitehead Psychology Nexus Studies I, Frankfurt am Main, Peter Lang, 2003,
pp. 7–12 & 252–281.
3. “Introduction.
Process Metaphysics in Context,” in Michel Weber (ed.), After
Whitehead: Rescher on Process Metaphysics, Frankfurt / Lancaster, Ontos
Verlag, 2004, pp. 41–75.
4. “L'aventure
cosmo-théologique,” in François Beets, Michel Dupuis, and Michel Weber
(eds.), Alfred North Whitehead. De l’Algèbre universelle à la théologie
naturelle. Actes des Journées d’étude internationales tenues à l’Université
de Liège les 11-12-13 octobre 2001, Frankfurt / Lancaster, Ontos Verlag, 2004,
pp. 283–309.
5. “James’
Non-rationality and its Religious Extremum in the Light of the Concept of Pure
Experience,” in Jeremy Carrette (ed.), William James and The Varieties
of Religious Experience. A Centenary Celebration, London and New York,
Routledge and Kegan Paul, Ltd., 2004, pp. 203–220.
6. “Concepts of
Creation and Pragmatics of Creativity,” in Wenyu Xie, Zhihe Wang, George Derfer
(eds.), Whitehead and China, Frankfurt / Paris / Lancaster, Ontos
Verlag, 2005, pp. 137–149.
7. “Avant-Propos,”
“Foreword,” “Créativité et réversion conceptuelle” and “Informations
réticulaires — Reticular News,” in Michel Weber (under the direction of) and
Diane d'Eprémesnil (with the collaboration of), Chromatikon. Annuaire
de la philosophie en procès — Yearbook of Philosophy in Process,
Louvain-la-Neuve, Presses universitaires de Louvain, 2005, pp. 5–16,
17–21, 159–174 and 233–257.
8. “On Religiousness
and Religion. Huxley’s Reading of Whitehead’s Religion in the Making in the
Light of James’ Varieties of Religious Experience,” in Jerome Meckier and
Bernfried Nugel (eds.), Aldous Huxley Annual. A Journal of
Twentieth-Century Thought and Beyond, Volume 5, Münster, LIT Verlag, March
2005, pp. 117–132.
9. “The
hyperdialectics of religiousness and religion” in Michel Weber and Samuel
Rouvillois (eds.), L’Expérience de Dieu. Lectures de Religion
in the Making, Actes du troisième Colloque international Chromatiques
whiteheadiennes, Paris, Aletheia. Revue de formation philosophique, théologique
et spirituelle, 2006, pp. 115–136.
10. “Avant-propos,”
“Foreword” & “The organic turn: From simple location to complex
(dis)location,” in François Beets, Michel Dupuis, Michel Weber (eds.), La
Science et le monde moderne d’Alfred North Whitehead — Alfred North Whitehead’s
Science and the Modern World, Frankfurt / Lancaster, Ontos Verlag,
Chromatiques whiteheadiennes III, 2006, pp. 11–16 & 97–118.
11. “Les enjeux d’une
théologie africaine caractérisée et consistante,” in Léonard Santedi Kinkupu
and Modeste Malu Nyimi (under the direction of),Épistémologie et théologie.
Les enjeux du dialogue foi-science-éthique pour l’avenir de l’humanité.
Mélanges en l’honneur de S. Exc. Mgr Tharcisse Tshibangu Tshishiku pour ses 70
ans d’âge et ses 35 ans d’épiscopat. Ouvrage publié avec le concours de la
Fondation Evangelii nuntiandi in Africa et la Faculté de Théologie de la
Katholieke Universiteit Leuven, Kinshasa, Éditions des Facultés catholiques,
Recherches africaines de théologie. Travaux de la Faculté de Théologie, 2006,
pp. 615–623.
12. “Creativity,
Efficacy and Vision: Ethics and Psychology in an Open Universe” in Michel Weber
and Pierfrancesco Basile (eds.), Subjectivity, Process, and Rationality,
Frankfurt/Lancaster, Ontos Verlag, Process Thought XIV, 2006, pp. 263–281.
13. “Avant-propos”
& “Informations réticulaires,” in Michel Weber and Pierfrancesco Basile
(under the direction of), Chromatikon II. Annuaire de la
philosophie en procès — Yearbook of Philosophy in Process, Louvain-la-Neuve,
Presses universitaires de Louvain, 2006, pp. 5–14 & 281–290.
14. “PNK's Creative
Advance from Formal to Existential Ontology,” in Guillaume Durand and Michel
Weber (eds.), Les Principes de la connaissance naturelle d’Alfred North
Whitehead — Alfred North Whitehead’s Principles of Natural Knowledge,
Frankfurt / Paris / Lancaster, Ontos Verlag, Chromatiques whiteheadiennes IX,
2007, pp. 259–273.
15. “James’s Mystical
Body in the Light of the Transmarginal Field of Consciousness,” in Sergio
Franzese & Felicitas Krämer (eds.), Fringes of Religious
Experience. Cross-perspectives on William James's Varieties of Religious
Experience, Frankfurt / Lancaster, Ontos Verlag, Process Thought XII, 2007,
pp. 7–37.
16. “Éléments
d’herméneutique whiteheadienne” & “Conclusions — Les exigences de la
philosophie de l’événement” in Benoît Bourgine, David Ongombe, Michel Weber
(eds.), Religions, sciences, politiques. Regards croisés sur Alfred
North Whitehead. Actes du colloque international tenu à l’Université de
Louvain les 31 mai, 1 et 2 juin 2006. Publiés avec le concours du FNRS,
Frankfurt / Paris / Lancaster, Ontos Verlag, Chromatiques whiteheadiennes VI,
2007, pp. 13–32 and 209–220.
17. “From the Grown
Organism to Organic Growth,” in Mark Dibben and Thomas Kelly (eds.), Applied
Process Thought I: Initial Explorations in Theory & Research, Frankfurt
/ Lancaster, Ontos Verlag, Process Thought XVI, 2008, pp. 149–168.
18. “Avant-propos,”
“Foreword” & “Contact Made Vision: The Apocryphal Whitehead” in Michel
Weber and Pierfrancesco Basile (under the direction of),Chromatikon III.
Annuaire de la philosophie en procès — Yearbook of Philosophy in Process,
Louvain-la-Neuve, Presses universitaires de Louvain, 2007, pp. 5–24 &
pp. 229–260.
19. “Perennial Truth
and Perpetual Perishing. A. Huxley’s Worldview in the Light of A. N.
Whitehead’s Process Philosophy of Time,” in Bernfried Nugel, Uwe Rasch and
Gerhard Wagner (eds.), Aldous Huxley, Man of Letters: Thinker, Critic
and Artist, Proceedings of the Third International Aldous Huxley Symposium
Riga 2004, Münster, LIT, “Human Potentialities”, Band 9, 2007, pp. 31–45.
20. “Introduction,”
“Hypnosis: Panpsychism in Action,” “Contact Made Vision: The Apocryphal
Whitehead,” “Christiana Morgan (1897–1967),” “Jean Wahl (1888–1974),” in Michel
Weber and William Desmond, Jr. (eds.), Handbook of Whiteheadian Process
Thought, Frankfurt / Lancaster, Ontos Verlag, Process Thought X1 & X2,
2008, I, pp. 15–38, 395–414, 573–599; II, pp. 465–468, 640–642.
21. “Rescher on Process,”
in Robert Almeder (ed.), Rescher Studies. A Collection of Essays on the
Philosophical Work of Nicholas Rescher. Presented to Him on the Occasion of
His 80th Birthday, Frankfurt / Lancaster, Ontos Verlag, 2008, 429–444.
22. “Pragmatic Anarchy
in A. N. Whitehead,” in Peter Hare, Michel Weber, James Swindler, Oana-Maria
Pastae, Cerasel Cuteanu (eds.), Democracy, Liberalism and the Relevance
of (Neo-)Pragmatism for the Constituting of Political Ideologies —
Interdisciplinary Approaches. Proceedings of the International Conference
the College of Letters and Social Sciences of the Constantin Brâncuși
University, September 28/October 3, 2007, Cambridge, Cambridge Scholars
Publishing, 2008,
23. “The Urizen of
Whiteheadian Process Thought,” in Mark Dibben and Rebecca Newton (eds.), Applied
Process Thought II: Following a Trail Ablaze, Frankfurt / Lancaster, Ontos
Verlag, Process Thought XXI, 2009, pp. 61–73.
24. "Consciousness
and Rationality" in Michel Weber and Anderson Weekes (eds.), Process
Approaches to Consciousness in Psychology, Neuroscience, and Philosophy of Mind (Whitehead
Psychology Nexus Studies II), Albany, New York, State University of New York
Press, 2009, pp. 345–384.
25. "Paradoxes et
contradictions de la pensée de la décroissance", in Paul Ariès (sous la
direction de), Décroissance ou récession. Pour une décroissance de
gauche, Lyon, Éditions Parangon, 2011, pp. 83–88.
26. "The Politics
of Radical Experience", in Vesselin Petrov (ed.), Ontological
Landscapes—Recent Thought on Conceptual Interfaces Between Science and
Philosophy, Ontos Verlag, 2011, pp. 229–244.
27. "The
Radicalization of Postmodern Philosophy", in Vesselin Petrov (ed.), Applied
and Experimental Philosophy in Knowledge Based society East and West,
Sofia, Institute for the Study of Societies and Knowledge, Bulgarian Academy of
Science, 2012, pp. 11–30.
28. "Process and
Individuality" // Сучасне буття філософії: Філософія в єдності
культурно-історичного процесу [Текст]: Тези науково-практичної конференції
27–28 листопада 2012 р., м. Дніпропетровськ. – Д.: Національний гірничий
університет. 2012. – сс. 28–30
29. "Процес та
індивідуальність" // Сучасне буття філософії: Філософія в єдності
культурно-історичного процесу [Текст]: Тези науково-практичної конференції
27–28 листопада 2012 р., м. Дніпропетровськ. – Д.: Національний гірничий
університет. 2012. – сс. 30–33.
30. "De l’utopie
communiste et de ses errances historiques", in Michel Lepesant (coordination), L’Antiproductivisme
— Un défi pour la gauche ?, Lyon, Parangon/Vs, 2013, pp. 93–102.

#### Články v odborných časopisech
1. “An Argumentation
for Contiguism,” Streams of William James, Volume 1, Issue 1,
Spring 1999, pp. 14–16.
2. “The Polysemiality
of the Concept of “Pure Experience”,” Streams of William James,
Volume 1, Issue 2, Fall 1999, pp. 4–6.
3. “James’ Contiguism
of “Pure Experience”,” Streams of William James, Volume 1, Issue 3,
Winter 1999, pp. 19–22.
4. “Polysemiality,
Style and Arationality,” Streams of William James, Volume 2, Issue
2, Summer 2000, pp. 1–4.
5. “Whitehead’s
Axiomatization of the Contiguism of “Pure Feeling”,” Streams of William
James, Volume 2, Issue 3, Fall 2000, pp. 9–13.
6. “The Assassination
of the Diadoches,” Streams of William James, Volume 3, Issue 1,
Spring 2001, pp. 13–18.
7. “Huaidehai de
shijiansheng zhi sanceng genyuan” [“The Threefold Root of Whiteheadian
Temporality,” translated into Mandarin by Liu Shu-Min], in Chang yu
you: zhongwai zhexue de bijiao yu rongtong, Volume VI, February 2002,
pp. 163–181.
8. “Whitehead’s
Reading of James and Its Context (Part I),” Streams of William James,
Volume 4, Issue 1, Spring 2002, pp. 18–22
9. “Jason W. Brown’s
Microgenetic Theory: Reflections and Prospects,” Neuro-psychoanalysis,
Volume 4, No 1, 2002, pp. 117–118.
10. “Whitehead’s
Reading of James and Its Context (Part II),” Streams of William James,
Volume 5, Issue 3, Fall 2003, pp. 26–31.
11. “Sense-Perception
in Current Process Thought. A Workshop Report” [with Anderson Weekes], in
Harald Atmanspacher (ed.), Mind and Matter, Volume I, Issue 1, Freiburg,
Institut für Grenzgebiete der Psychologie und Psychohygiene e.V., December
2003, pp. 121–127.
12. “The Whitehead
Psychology Nexus: Towards New Synergies of Philosophy and Psychology” [with
Anderson Weekes], Acta Neuropsychologica, Volume 1, Number 4, 2003,
pp. 449–462.
13. “La virtualité en
procès. Relativisation de l’acte et de la puissance chez A. N.
Whitehead,” Revue internationale de Philosophie, vol. 61 n° 236,
juin 2006, pp. 223–241.
14. “La vie de la
Nature selon le dernier Whitehead,” Les Études philosophiques,
sept. 2006, T. 60, Vol. 3, pp. 395–408.
15. “Alfred North
Whitehead's onto-epistemology of perception,” New Ideas in Psychology,
24, 2006, pp. 117–132.
16. “L’épreuve de la
philosophie,” Diotime.
Revue internationale de didactique de la philosophie, 33, June 2007
17. “КОНТИНУИЗЪМ И
КОНТИГУИЗЪМ” (“Continuité et contiguité,” translated into Bulgurarian by
Vesselin Petrov], Философски алтернативи, 4/2007, pp. 125–139.
18. “Les enjeux de la
pratique philosophique,” Diotime. Revue
internationale de didactique de la philosophie, 34, décembre 2007
19. “Ancorare istorică
a practicii filosofice whiteheadiene,” Analele Universităţii
“Constantin Brâncuși” din Târgu Jiu, Seria Litere şi Ştiinţe Sociale, Nr.
1/2008, pp. 276–288.
20. “Uriyen în
procesul de gândire al lui Whitehead,” Analele Universităţii
“Constantin Brâncuși” din Târgu Jiu, Seria Litere şi Ştiinţe Sociale, Nr.
2/2008, pp. 37–52.
21. “Individu et société
selon Whitehead,” Art du comprendre, N°18, Paris, 2009,
pp. 167–182.
22. “Whitehead et
James: conditions de possibilité et sources historiques d'un dialogue
systématique,” in A. Benmakhlouf and S. Poinat (ed.), Quine, Whitehead,
et leurs contemporains, Noesis, 13, 2009, pp. 251–268.
23. “O pragmatismo de
Whitehead,” translated by Susana de Castro, in Redescrições, São
Paulo, Centro de Estudos em Filosofia Americana, Ano 1 Número 1, 2009.
24. "Much Ado
About Duckspeak," Balkan Journal of Philosophy, Vol. 3, Issue
1, 2011, pp. 135–142.
25. "Whitehead's
creative advance from formal to existential ontology," Logique et
Analyse, 54/214, juin 2011, Special Issue on Whitehead’s Early Work,
pp. 127–133.
26. "On a Certain
Blindness in Political Matters", Cosmos and History, www.cosmosandhistory.org,
Vol. 7, N°2, 2011.
27. "Le problème
de l’usage scolaire d’une langue qui n’est pas parlée à la maison : le
créole haïtien et la langue française dans l’enseignement haïtien", Dialogues
et Cultures. Revue de la Fédération internationale des professeurs de français,
58, 2012, pp. 71–80. [s Benjaminem Hebblethwaitem],
28. "Critique
jamesienne de l’onto-psychologie de la substance", in Pierre Steiner
(éd.), Revue internationale de philosophie, 2012, 259/1,
pp. 207–227.

### Kritické edice
1. “Isabelle Stengers,
L'Effet Whitehead [Paris, Librairie Philosophique J. Vrin, Annales de
l'Institut de Philosophie de l'Université de Bruxelles, 1994]. Critical
Review,” Process Studies, 23/4, 1994, pp. 282–284.
2. “Alfred North
Whitehead, Procès et réalité. Essai de cosmologie. Traduit de l'anglais par
Daniel Charles, Maurice Elie, Michel Fuchs, Jean-Luc Gautero, Dominique
Janicaud, Robert Sasso and Arnaud Villani [Paris, NRF Éditions Gallimard,
Bibliothèque de philosophie, 1995]. Critical Review,” Process Studies,
27/1–2, 1998, pp. 149–151.
3. “Recent
publications in French” & “Recent publications in English,” in James A.
Bradley, André Cloots, Helmut Maaßen and Michel Weber (eds.), European
Studies in Process Thought, Vol. I. In Memoriam Dorothy Emmet, Leuven,
European Society for Process Thought, 2003, pp. 53–57.
4. “Luca Gaeta, Segni
del cosmo. Logica e geometria in Whitehead, Milano, Edizioni Universitare di
Lettere Economica Diritto, Il Filarete CCX, 2002,” Zentralblatt MATH,
European Mathematical Society, Fachinformationszentrum Karlsruhe &
Springer-Verlag, 1024.01009.
5. “Ivor
Grattan-Guinness, “Algebras, Projective Geometry, Mathematical Logic, and
Constructing the World. Intersections in the Philosophy of Mathematics of A.N.
Whitehead”, Historia Mathematica 29, N° 4, 2002, pp. 427–462,” Zentralblatt
MATH, European Mathematical Society, Fachinformationszentrum Karlsruhe
& Springer-Verlag, 01891821.
6. “Jean Wahl, Vers le
concret. Études d’histoire de la philosophie contemporaine. William James,
Whitehead, Gabriel Marcel. Avant-propos de Mathias Girel. Deuxième édition
augmentée [Vrin, 1932], Paris, Librairie Philosophique J. Vrin, 2004. Critical
Review,” Process Studies, 34/1, 2005, pp. 155–156.
7. “Hans W. Cohn,
Heidegger and the Roots of Existential Therapy, London, Continuum, 2002, SPC
Series. Critical Review,” The Journal of the British Society for
Phenomenology, volume 36/3, October 2005, pp. 336–337.
8. “Roger Frie (ed.),
Understanding Experience. Psychotherapy and Postmodernism, London, Routledge,
2003. Critical Review,” The Journal of the British Society for
Phenomenology, Volume 37/1, January 2006, pp. 109–111.
9. “Jean Wahl, Vers le
concret. Études d’histoire de la philosophie contemporaine. William James,
Whitehead, Gabriel Marcel. Avant-propos de Mathias Girel. Deuxième édition
augmentée [Vrin, 1932], Paris, Librairie Philosophique J. Vrin, 2004. Compte
rendu critique,” Revue internationale de Philosophie, vol. 61 n°
236, Juin 2006, pp. 246–248.
10. “Discussion: The
Genocidal Logic of Neoliberalism [à propos de Naomi Klein, The Shock
Doctrine: The Rise of Disaster Capitalism, New York, ICM Books, 2007],” in
Michel Weber and Pierfrancesco Basile (under the direction of), Chromatikon
IV. Annuaire de la philosophie en procès — Yearbook of Philosophy in Process,
Louvain-la-Neuve, Presses universitaires de Louvain, 2008,
pp. 199–207.
11. “Nicholas Rescher,
Autobiography, Frankfurt: Ontos Verlag, Nicholas Rescher Collected Papers.
Supplementary Volume, 2007. Critical Review,” Process Studies 37.2,
2008, pp. 211–213.